# High Wycombe
Pour les articles homonymes, voir Wycombe.
High Wycombe, souvent appelé Wycombe, est une ville du Royaume-Uni située dans le Buckinghamshire en Angleterre à 50 km à l'ouest de Londres. Avec la banlieue la population est d'environ 93 000 habitants (2004).

## Géographie
High Wycombe est située dans le Buckinghamshire entre Oxford et Londres dans la réserve naturelle des collines Chiltern Hills.

## Démographie
La population de High Wycombe diffère selon la prise en compte ou non de l'unité urbaine totale. La ville d'High Wycombe seule compte 77 178 habitants. High Wycombe et sa banlieue en comptent 92 300 et l'unité urbaine de High Wycombe en compte 118 229.
| Nom                        | Population |
| Bourne End/Flackwell Heath | 12 795     |
| Cookham                    | 5 304      |
| Great Kingshill            | 2 452      |
| Hazlemere/Tylers Green     | 20 500     |
| High Wycombe               | 77 178     |
| TOTAL                      | 118 229    |

## Histoire
L'origine du nom de la ville fait référence à "Wye", la rivière qui traverse la ville et "combe", vallée boisée en anglo-saxon. Jusqu'en 1911, la ville portait le nom de Chipping Wycombe ou Chepping Wycombe.
Pendant la Seconde Guerre mondiale la ville a subi d'importants dommages lors de bombardements aériens, et le centre-ville a été complètement reconstruit après-guerre.
Les évolutions récentes (années 1990) sont la rénovation de la galerie The Octagon, et la construction du théâtre Wycombe Swan ainsi que l'Eden Shopping Centre (ouvert au printemps 2008) qui regroupe un multiplex cinéma, des magasins, des restaurants, et The Octagon précédemment cité.
C'est le siège de l'état-major du Groupe aérien européen (GAE).

## Industrie
La ville est connue pour son industrie du meuble. Avant la Seconde Guerre mondiale, s'y fabriquait la plus grande quantité de chaises en bois, notamment les sièges Windsor, en Europe comme en témoigne le "Wycombe Local History and Chair Museum". Cette industrie est en déclin et s'est recentrée dans des fabrications spécialisées.
Cette activité traditionnelle a influencé le surnom de l'équipe de football de la ville, The Chairboys.

## Transport
High Wycombe est bien desservie par la route et le chemin de fer. Elle se situe sur les autoroutes M40 et A40, qui joignent Londres à Birmingham. Il y a des trains pour Londres chaque 20 minutes, et toutes les heures pour Birmingham.

## Patrimoine

### Le Hughenden Manor
Le Hughenden Manor est un manoir de style georgien. Il est depuis 1949 propriété du National Trust. Il fut la résidence du premier ministre Benjamin Disraeli.

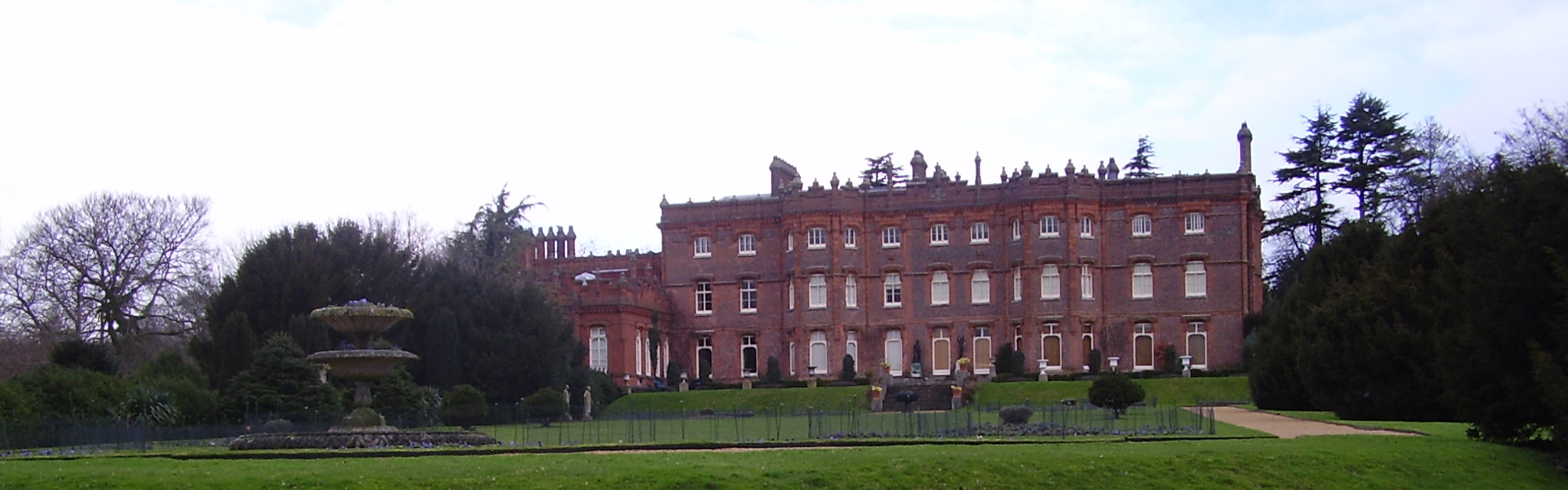
Hughenden Manor.

## Tradition
Une cérémonie traditionnelle, remontant à la période médiévale, se déroule au début et à la fin de mandat du maire (1 an). Celui-ci est pesé en public, ainsi les habitants peuvent savoir si le maire a pris du poids grâce, ou aux dépens, du contribuable. Cette cérémonie est encore d'actualité aujourd'hui.

## Éducation

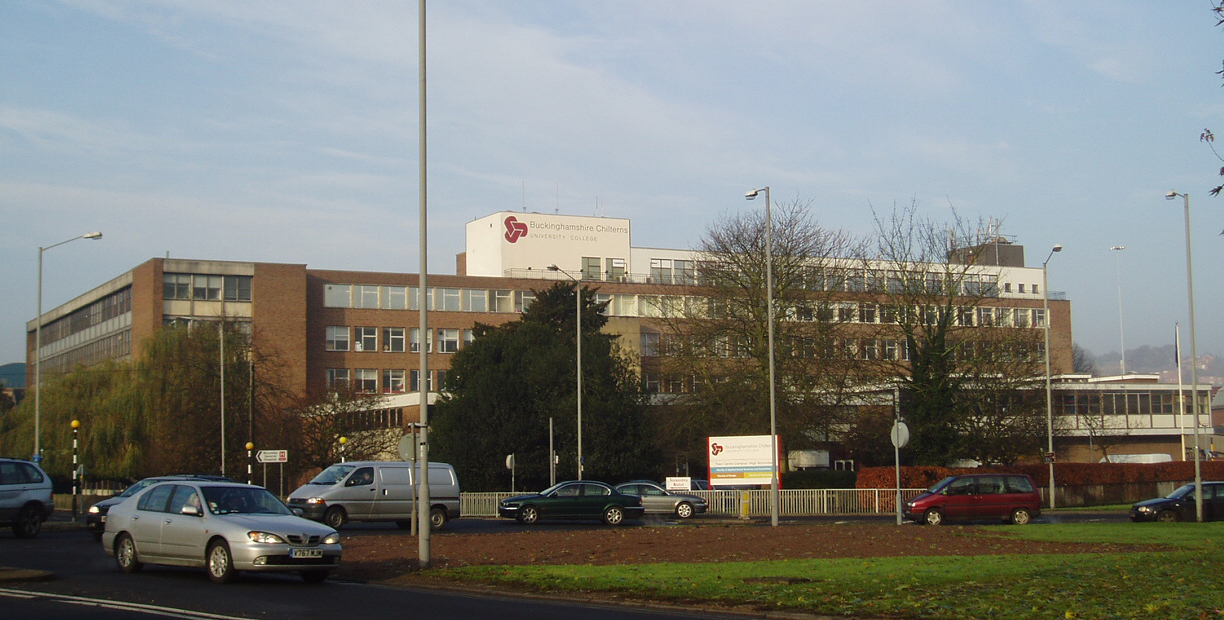
Bucks New University.

High Wycombe compte certaines des plus prestigieuses écoles et universités du Royaume-Uni. Pour les 11-18 ans, Wycombe Abbey School (école pour filles), Royal Grammar School (école pour garçons).
L'université "Bucks New University", (anciennement "Buckinghamshire Chilterns University College") est réputée pour les formations spéciales telles que "Airline and Airport Management", Music Industry Management and Video Production", le design de meuble, de textile ou encore de Joaillerie.

## Sport

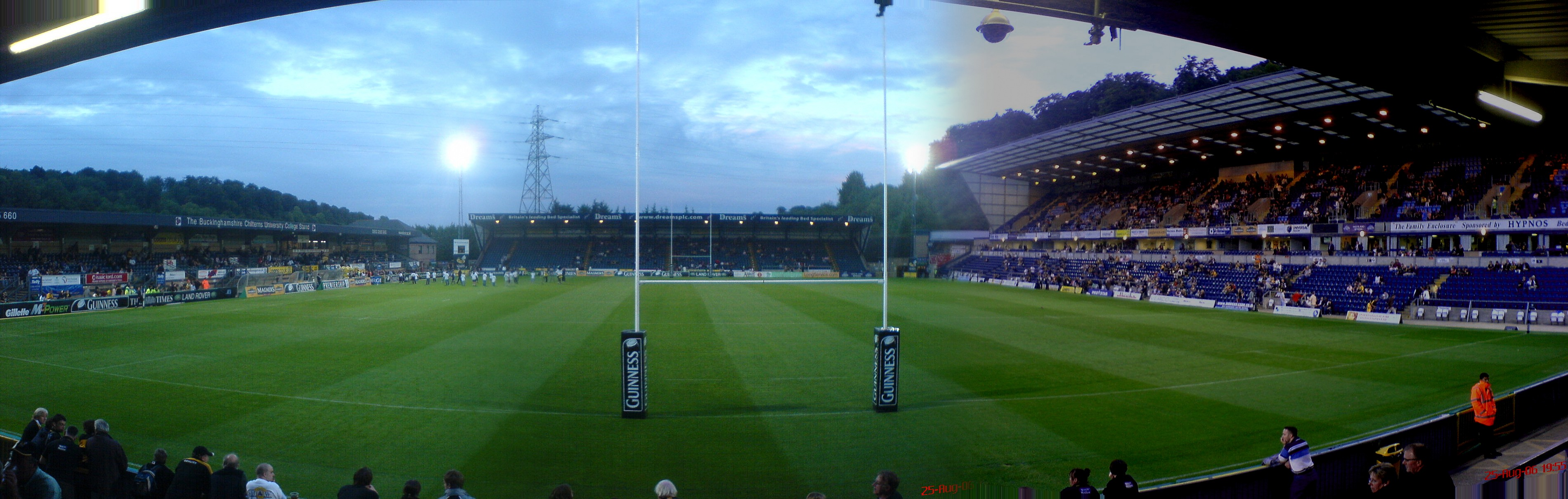
Vue du stade de Adams Park.

L'équipe de foot de la ville, le Wycombe Wanderers Football Club joue au stade de l'Adams Park. Pendant la saison 2000/01 elle eut son heure de gloire dans le monde du football en atteignant les demi-finales de la Cup après avoir battu plusieurs grandes équipes comme Wimbledon FC, Wolverhampton Wanderers et Leicester City avant d'être éliminée par Liverpool FC 2-1. L'enceinte est aussi utilisée par l'équipe de rugby à XV des London Wasps.

## Personnalités liées à High Wycombe
- Joyce Mary Bennett, première femme prêtre anglican
- Jimmy Carr, comédien
- Matt Dawson (1972- ), joueur de rugby à XV évoluant au club des London Wasps et en sélection nationale anglaise
- Benjamin Disraeli (1804–1881), premier ministre sous le règne de Victoria
- Ian Dury (1942–2000), musicien et chanteur de rock and roll britannique. Fondateur/leader du groupe Ian Dury and the Blockheads.
- Frances Dove (1847-1942), éducatrice, fondatrice de l'école Wycombe Abbey
- François Jarry de Vrigny de La Villette (1733-1807), général français, professeur à l’Académie militaire ancêtre de l’Académie royale militaire de Sandhurst, mort à High Wycombe
- Leigh-Anne Pinnock (1991- ), membre du girl group anglais Little Mix
- Katie Sheridan, actrice
- Jean Shrimpton (1942- ), née à High Wycombe.
- Margaret Rule, archéologue britannique
- Alison Armitage, alias Brittany York (1965-), actrice
- Anna Lapwood, cheffe d'orchestre

## Jumelage
- Kelkheim (Taunus) (Allemagne) depuis le 26 octobre 1985[2]

## Galerie

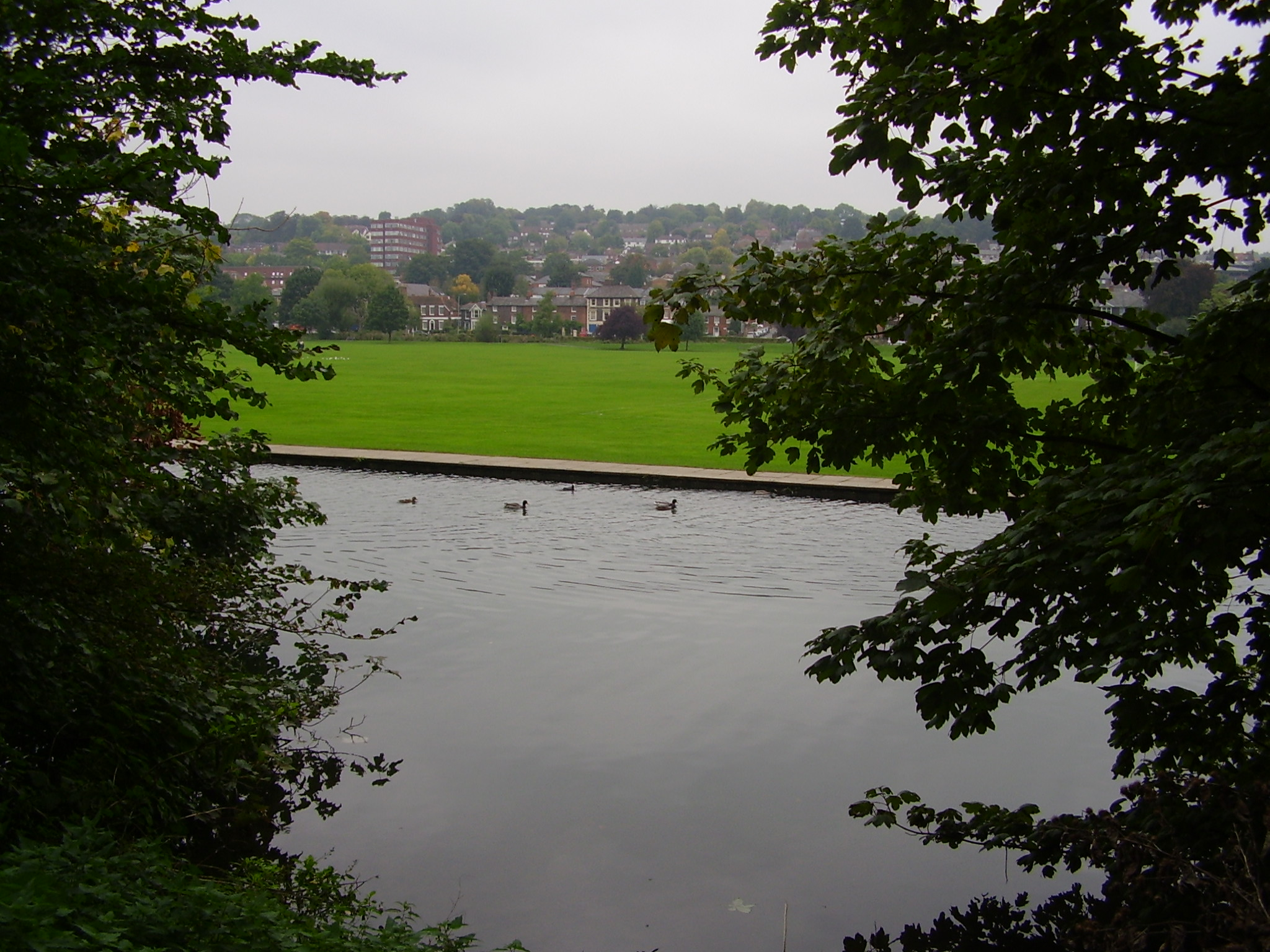
High Wycombe vue de la rivière The Dyke.
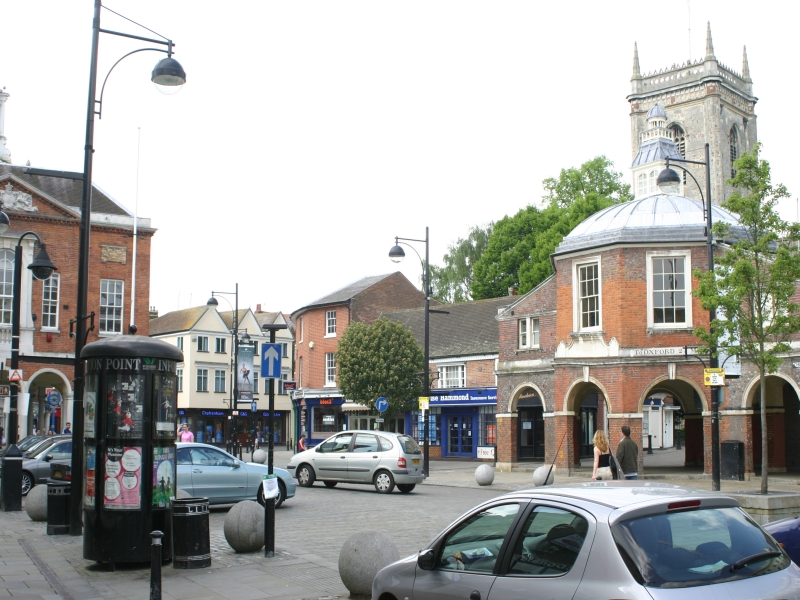
Main Street, High Wycombe.
Armoiries de High Wycombe. La devise signifie : « L'industrie enrichit ».